# Stare Žage
Stare Žage este o localitate din comuna Dolenjske Toplice, Slovenia, cu o populație de 36 de locuitori.